# Молочай канделябровый
Молочай канделябровый (лат. Euphorbia candelabrum) — вид суккулентных растений рода Молочай (Euphorbia) семейства Молочайные (Euphorbiaceae), произрастающий на территории Судана.

## Описание
Молочай канделябровый — суккулентное дерево с прямостоячими ветвями, достигающими высоты около 3 метров, которые образуют широкую, округлую крону. Обычно это дерево вырастает до 12 метров, но иногда были зафиксированы экземпляры высотой до 20 метров. Диаметр ствола может достигать 90 см. У молодых растений присутствуют листья, а фотосинтез осуществляется зелеными, похожими на кактус, стеблями. При повреждении все части растения выделяют большое количество латекса.

## Токсичность
Латекс молочая канделябрового является высокотоксичным веществом и может вызвать слепоту, если попадет в глаза. Он также способен вызывать образование волдырей и раздражение на коже и слизистых оболочках.
Цветки молочая канделябрового содержат обильное количество нектара, однако его употребление в меде вызывает жжение во рту, которое может усилиться при попытке пить воду.

## Таксономия
Euphorbia murielii N.E.Br., первое упоминание в D.Oliver & auct. suc. (eds.), Fl. Trop. Afr. 6(1): 589 (1912).

### Синонимы
Гетеротипные (основанные на разных номенклатурных типах):
- Euphorbia calycina N.E.Br. (1912)
- Euphorbia candelabrum Trémaux ex Kotschy (1857), nom. illeg.

## Применение

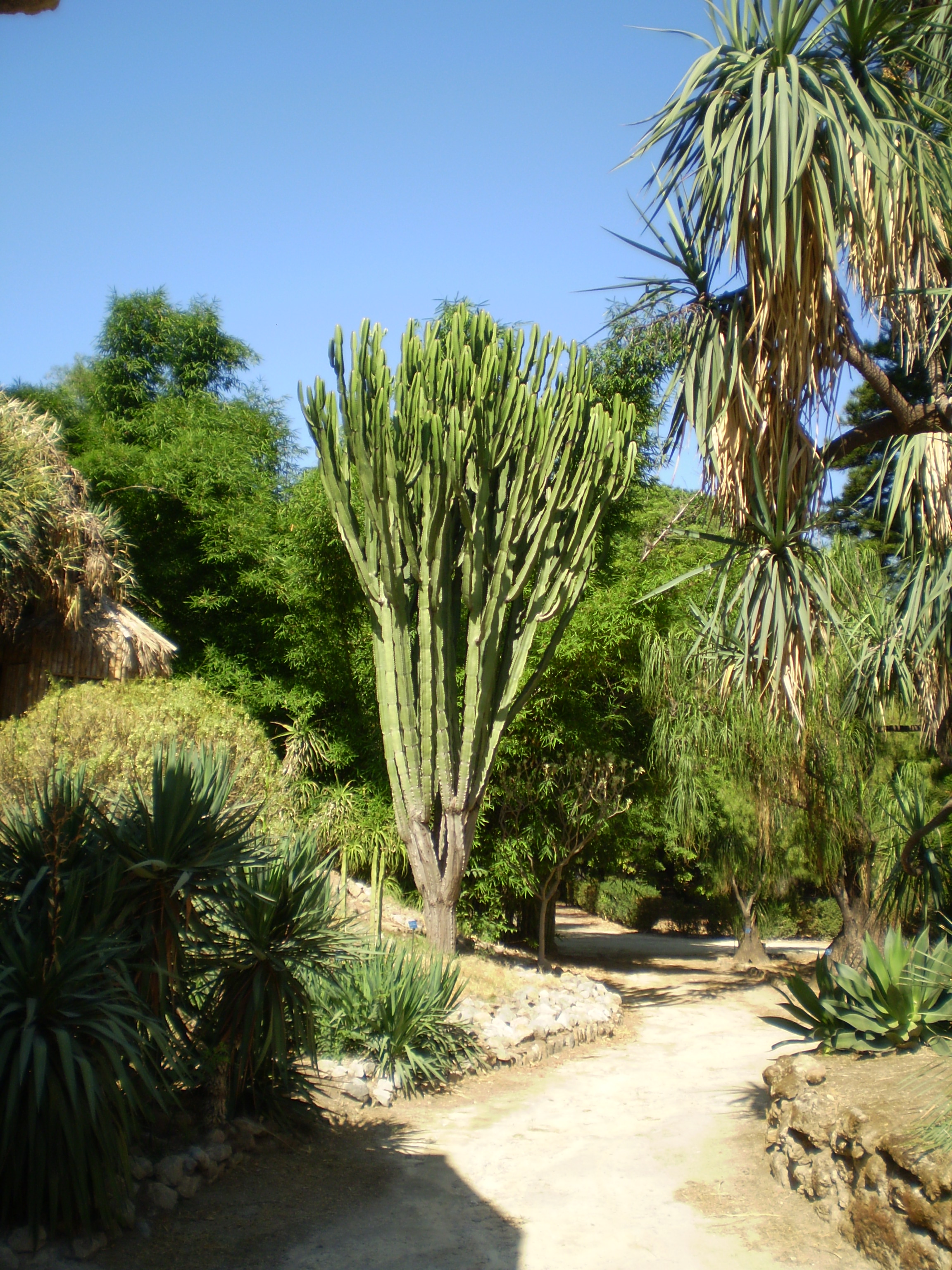
Растение в Ботаническом саду Палермо

В традиционной эфиопской медицине сок растения широко применялся в качестве слабительного средства. Кроме того, молочай использовался в сочетании с другими лекарственными растениями в виде мази для лечения проказы.
Молочай канделябровый собирают в дикой природе для местного использования в качестве лекарства и в качестве источника древесины. Его также выращивают в живых изгородях и используют как декоративное растение.
Латекс молочая канделябрового является составной частью яда, который используется для стрел.